# Steve Bracey
Stephen Henry "Steve" Bracey (Brooklyn, Nueva York, 1 de agosto de 1950-ibíd., 14 de febrero de 2006) fue un jugador de baloncesto estadounidense que jugó durante tres temporadas en la NBA. Con 1,85 metros de estatura, lo hacía en la posición de base.

## Trayectoria deportiva

### Universidad
Tras jugar dos años en el pequeño Community College de Kilgore, jugó durante dos temporadas con los Golden Hurricane de la Universidad de Tulsa, en las que promedió 21,3 puntos y 4,9 rebotes por partido. Fue el máximo anotador de su equipo en su temporada sénior, promediando 24,1 puntos por partido, y siendo elegido en el mejor quinteto de la Missouri Valley Conference. Su mejor anotación la consiguió ante la Universidad Drake el 8 de enero de 1972, cuando consiguió 47 puntos.

### Profesional
Fue elegido en la vigésimo primera posición del Draft de la NBA de 1972 por Atlanta Hawks, y también por los Carolina Cougars en el draft de la ABA, fichando por los primeros. En los Hawks asumió el rol de tercer base del equipo, tras Pete Maravich y Herm Gilliam, promediando en su primera temporada 6,5 puntos y 1,8 asistencias por partido.
Tras una temporada más en el equipo, en 1974 fue traspasado a Golden State Warriors. Allí fue una de las últimas opciones de juego para su entrenador, Al Attles, que únicamente lo alineó en 42 partidos y en 4 más de playoffs, pero que le sirvieron para ganar su único anillo de campeón de la NBA, tras derrotar en las Finales a Washington Bullets por 4-0. Tras no renovar con los Warriors, se retiró al finalizar la temporada.

## Estadísticas de su carrera en la NBA

### Temporada regular
| Temporada | Edad | Equipo                | Liga | P   | TIT | MIN  | TC  | TCA | %TC  | 3P | 3PA | %3P | TL  | TLA | %TL  | R.OF. | R.DEF. | REB | ASIS | ROB | TAP | PER | FP  | PTS |
| 1972-73   | 22   | Atlanta Hawks         | NBA  | 70  |     | 15.0 | 2.7 | 5.6 | .486 |    |     |     | 1.0 | 1.6 | .664 |       |        | 1.5 | 1.8  |     |     |     | 1.8 | 6.5 |
| 1973-74   | 23   | Atlanta Hawks         | NBA  | 75  |     | 19.5 | 3.2 | 6.9 | .463 |    |     |     | 0.9 | 1.3 | .719 | 0.3   | 1.6    | 1.9 | 3.1  | 0.8 | 0.1 |     | 2.1 | 7.3 |
| 1974-75   | 24   | Golden State Warriors | NBA  | 42  |     | 8.1  | 1.3 | 3.1 | .415 |    |     |     | 0.6 | 0.9 | .658 | 0.2   | 0.7    | 0.9 | 1.2  | 0.3 | 0.0 |     | 1.0 | 3.2 |
| Total     |      |                       | NBA  | 187 |     | 15.3 | 2.6 | 5.6 | .466 |    |     |     | 0.9 | 1.3 | .684 | 0.3   | 1.3    | 1.6 | 2.2  | 0.6 | 0.1 |     | 1.7 | 6.1 |

### Playoffs
| Temporada | Edad | Equipo                | Liga | P  | MIN | TCA | TC | 3PA | 3P | TLA | TL | R.OF. | REB | ASIS | ROB | TAP | PER | FP | PTS | %TC  | %3P | %FT   | MIN  | PTS | REB | AST |
| 1972-73   | 22   | Atlanta Hawks         | NBA  | 6  | 123 | 24  | 47 |     |    | 11  | 16 |       | 13  | 20   |     |     |     | 13 | 59  | .511 |     | .688  | 20.5 | 9.8 | 2.2 | 3.3 |
| 1974-75   | 24   | Golden State Warriors | NBA  | 4  | 14  | 3   | 7  |     |    | 4   | 4  | 0     | 1   | 3    | 3   | 0   |     | 1  | 10  | .429 |     | 1.000 | 3.5  | 2.5 | 0.3 | 0.8 |
| Total     |      |                       | NBA  | 10 | 137 | 27  | 54 |     |    | 15  | 20 | 0     | 14  | 23   | 3   | 0   |     | 14 | 69  | .500 |     | .750  | 13.7 | 6.9 | 1.4 | 2.3 |

## Fallecimiento
Bracey falleció de complicaciones de diabetes, en 2006.